# If I Had a Hammer (Beverly Hills, 90210)
If I Had a Hammer is de elfde aflevering van het zevende seizoen van het tienerdrama Beverly Hills, 90210, die voor het eerst werd uitgezonden op 27 november 1996.

## Verhaal
Donna ziet David zitten in het café in de universiteit en loopt naar hem toe om te vragen hoe het met hem gaat. Eerst verloopt het gesprek normaal maar dan wordt David agressief en slaat een glas van de tafel en snijdt zich daarmee in de hand. Hij laat zich behandelen in het ziekenhuis en is vijandig tegen het verplegend personeel, die halen er een psychiater bij. Dit besluit David op te nemen om hem te observeren. De psychiater overlegt met Mel en Donna om hen in te lichten en Donna besluit te blijven. De psychiater denkt dat David lijdt aan manische depressiviteit en dat hij daarom van die wisselende buien heeft. Sheila komt ook om David op te zoeken en aangezien zij hetzelfde heeft kunnen ze er goed over praten. Sheila vertelt hem ook als hij uit het ziekenhuis wil blijven open moet staan voor therapie en stoppen met alcohol. Hij begrijpt dat dit moet en mag nu naar huis.
Nat vraagt de vriendengroep of ze willen helpen om een huis te bouwen voor Willie, daarop krijgt hij het antwoord dat ze er zullen zijn.
Brandon komt een oude bekende tegen op de universiteit, professor Randall. En het blijkt dat hij de nieuwe professor is van Steve die bij hem een scriptie ingeleverd heeft uit zijn naam maar in werkelijkheid geschreven is door Brandon. Nu wil het zo zijn dat Randall erachter komt dat Steve plagiaat heeft gepleegd en hem aanklaagt. Steve moet nu Brandon inlichten en dat valt hem zwaar, maar hij doet het toch en Brandon is er helemaal niet blij mee. Brandon gaat nu naar Randall om het proberen uit te praten maar Randall wil wraak nemen voor het verleden en vertelt hem dat Brandon zich kan verdedigen voor de tuchtraad. 
Steve gaat naar Milton om te kijken of hij hem kan helpen maar die kan niets voor hem doen. Steve probeert zich ook te verontschuldigen bij Brandon maar die is te boos op hem om met hem te praten. Later als ze elkaar weer tegenkomen bij de bouw van het huis voor Willie lasten ze een staakt-het-vuren in.
Kelly en Mark gaan een paar dagen weg en hebben moeite om een hotel te vinden omdat ze allemaal vol zitten. Na veel telefoontjes vinden ze een motel voor de nacht. Na het diner gaan ze naar bed en Kelly wordt ineens doodziek, ze denkt aan voedselvergiftiging. Mark lacht haar uit maar kort daarna wordt hij ook doodziek.

## Rolverdeling
- Jason Priestley - Brandon Walsh
- Jennie Garth - Kelly Taylor
- Ian Ziering - Steve Sanders
- Brian Austin Green - David Silver
- Tori Spelling - Donna Martin
- Tiffani Thiessen - Valerie Malone
- Joe E. Tata - Nat Bussichio
- Kathleen Robertson - Clare Arnold
- Matthew Laurance - Mel Silver
- Dalton James - Mark Reese
- Jill Novick - Tracy Gaylian
- Caroline Lagerfelt - Sheila Silver
- Nicholas Pryor - Milton Arnold
- Gregg Daniel - Dean Whitmore
- Wesley Allen Gullick - Willie de kok
- Scott Paulin - Professor Corey Randall
- Tony Todd - Dr. Julius Tate